# 카를라 델포조
카를라 델포조(이탈리아어: Carla Del Poggio, 1925년 12월 2일 ~ 2010년 10월 24일)는 이탈리아의 배우이다.

## 출연 작품
- 방랑자 (1956)
- 한밤중의 늑대사냥 (1952)
- 라이츠 오브 버라이어티 (1950)
- 펠리니의 청춘군상 (1950)
- 위드아웃 피티 (1948)
- 비극적 수색 (1947)
- 시그노리네테 (1942)
- 수녀원의 가리발디 병사 (1941)
- 말괄량이 막달레나 (1940)